# Dysstroma acutata
Dysstroma acutata är en fjärilsart som beskrevs av Achille Guenée 1858. Dysstroma acutata ingår i släktet Dysstroma och familjen mätare. Inga underarter finns listade i Catalogue of Life.